# Gouvernement Bettel I
Grand-duché de Luxembourg
Juncker-Asselborn II Bettel II
Le gouvernement Bettel I (en luxembourgeois : Regierung Bettel I) est le gouvernement du grand-duché de Luxembourg du 4 décembre 2013 au 5 décembre 2018, durant la législature 2013-2018 de la Chambre des députés, sous la direction de Xavier Bettel.

## Historique du mandat
Dirigé par le nouveau Premier ministre libéral Xavier Bettel, précédemment bourgmestre de Luxembourg, ce gouvernement est constitué et soutenu par une coalition centriste dite « gambienne » (les couleurs des partis politiques membres de la coalition rappellent du drapeau de la République de Gambie), entre le Parti ouvrier socialiste luxembourgeois (LSAP), le Parti démocratique (DP) et Les Verts (DG). Ensemble, ils disposent de 32 députés sur 60, soit 53,3 % des sièges de la Chambre des députés.
Il est formé à la suite des élections législatives anticipées du 20 octobre 2013. Il succède donc au gouvernement Juncker-Asselborn II, dirigé par Jean-Claude Juncker, au pouvoir depuis janvier 1995, constitué et soutenu par une « grande coalition » entre le Parti populaire chrétien-social (CSV) et le LSAP.
Au cours du scrutin, la majorité sortante est reconduite, mais le CSV perd trois députés, restant de loin le premier parti du Luxembourg. Juncker étant pris dans un scandale politique touchant les services de renseignement (SREL), placés sous sa tutelle, des négociations débutent en vue de constituer une coalition majoritaire sans le CSV, ce qui constituerait une première depuis le gouvernement formé en 1974 par le libéral Gaston Thorn.
Le LSAP ayant stagné à 13 députés, il décide de laisser la direction de l'exécutif au candidat du DP, Bettel, dont la formation a pour sa part connu une progression nette puisqu'elle a remporté quatre nouveaux sièges et atteint également le chiffre de 13 députés.
Le Premier ministre et son gouvernement prennent officiellement leurs fonctions le 4 décembre, seulement six semaines après la tenue du scrutin. Le socialiste Etienne Schneider succède alors à son collègue de parti Jean Asselborn dans les fonctions de Vice-Premier ministre, tandis que les écologistes intègrent l'exécutif pour la première fois de leur existence.
À la suite de la démission de Maggy Nagel le 18 décembre 2015, Bettel procède à un remaniement ministériel au cours duquel il prend la direction du ministère de la Culture.

## Composition

### Initiale (4 décembre 2013)
| Portefeuille | Titulaire | Titulaire          | Parti |
| --- | --------- | ------------------ | ----- |
| Premier ministre Ministre des Communications et des Médias Ministre des Cultes                                                         |           | Xavier Bettel      | DP    |
| Vice-Premier ministre Ministre de l'Économie Ministre de la Sécurité intérieure Ministre de la Défense                                 |           | Etienne Schneider  | LSAP  |
| Ministre des Affaires étrangères et européennes Ministre de l'Immigration et de l'Asile                                                |           | Jean Asselborn     | LSAP  |
| Ministre de la Justice |           | Félix Braz         | Gréng |
| Ministre du Travail, de l'Emploi et de l'Économie sociale et solidaire                                                                 |           | Nicolas Schmit     | LSAP  |
| Ministre de la Sécurité sociale Ministre de la Coopération et de l'Action humanitaire Ministre des Sports                              |           | Romain Schneider   | LSAP  |
| Ministre du Développement durable et des Infrastructures                                                                               |           | François Bausch    | Gréng |
| Ministre de l'Agriculture, de la Viticulture et de la Protection des consommateurs Ministre des Relations avec le Parlement            |           | Fernand Etgen      | DP    |
| Ministre de la Culture Ministre du Logement                                                                                            |           | Maggy Nagel        | DP    |
| Ministre des Finances |           | Pierre Gramegna    | DP    |
| Ministre de la Santé Ministre de l'Égalité des chances                                                                                 |           | Lydia Mutsch       | LSAP  |
| Ministre de l'Intérieur Ministre de la Fonction publique et de la Réforme administrative                                               |           | Daniel Kersch      | LSAP  |
| Ministre de l'Éducation nationale, de l'Enfance et de la Jeunesse Ministre de l'Enseignement supérieur et de la Recherche              |           | Claude Meisch      | DP    |
| Ministre de la Famille et de l'Intégration Ministre de la Grande Région                                                                |           | Corinne Cahen      | DP    |
| Ministre de l'Environnement |           | Carole Dieschbourg | Gréng |
| Secrétaire d'État au Développement durable et aux Infrastructures                                                                      |           | Camille Gira       | Gréng |
| Secrétaire d'État à l'Éducation nationale, à l'Enfance et à la Jeunesse Secrétaire d'État à l'Enseignement supérieur et à la Recherche |           | André Bauler       | DP    |
| Secrétaire d'État à l'Économie Secrétaire d'État à la Sécurité intérieure Secrétaire d'État à la Défense                               |           | Francine Closener  | LSAP  |

### Remaniement du 28 mars 2014
- Les nouveaux ministres sont indiqués en gras, ceux ayant changé d'attributions en italique.

André Bauler quitte le gouvernement pour des raisons de santé. Marc Hansen entre au gouvernement. Il est nommé secrétaire d’État à l’Éducation nationale, à l’Enfance et à la Jeunesse, secrétaire d’État à l’Enseignement supérieur et à la Recherche et secrétaire d’État au Logement.
À la suite du remaniement ministériel du 28 mars 2014, le gouvernement est constitué comme suit.
| Portefeuille | Titulaire | Titulaire          | Parti |
| --- | --------- | ------------------ | ----- |
| Premier ministre Ministre des Communications et des Médias Ministre des Cultes                                                                                       |           | Xavier Bettel      | DP    |
| Vice-Premier ministre Ministre de l'Économie Ministre de la Sécurité intérieure Ministre de la Défense                                                               |           | Etienne Schneider  | LSAP  |
| Ministre des Affaires étrangères et européennes Ministre de l'Immigration et de l'Asile                                                                              |           | Jean Asselborn     | LSAP  |
| Ministre de la Justice |           | Félix Braz         | Gréng |
| Ministre du Travail, de l'Emploi et de l'Économie sociale et solidaire                                                                                               |           | Nicolas Schmit     | LSAP  |
| Ministre de la Sécurité sociale Ministre de la Coopération et de l'Action humanitaire Ministre des Sports                                                            |           | Romain Schneider   | LSAP  |
| Ministre du Développement durable et des Infrastructures |           | François Bausch    | Gréng |
| Ministre de l'Agriculture, de la Viticulture et de la Protection des consommateurs Ministre des Relations avec le Parlement                                          |           | Fernand Etgen      | DP    |
| Ministre de la Culture Ministre du Logement |           | Maggy Nagel        | DP    |
| Ministre des Finances |           | Pierre Gramegna    | DP    |
| Ministre de la Santé Ministre de l'Égalité des chances |           | Lydia Mutsch       | LSAP  |
| Ministre de l'Intérieur Ministre de la Fonction publique et de la Réforme administrative                                                                             |           | Daniel Kersch      | LSAP  |
| Ministre de l'Éducation nationale, de l'Enfance et de la Jeunesse Ministre de l'Enseignement supérieur et de la Recherche                                            |           | Claude Meisch      | DP    |
| Ministre de la Famille et de l'Intégration Ministre de la Grande Région                                                                                              |           | Corinne Cahen      | DP    |
| Ministre de l'Environnement |           | Carole Dieschbourg | Gréng |
| Secrétaire d'État au Développement durable et aux Infrastructures |           | Camille Gira       | Gréng |
| Secrétaire d'État à l'Économie Secrétaire d'État à la Sécurité intérieure Secrétaire d'État à la Défense                                                             |           | Francine Closener  | LSAP  |
| Secrétaire d'État à l'Éducation nationale, à l'Enfance et à la Jeunesse Secrétaire d'État à l'Enseignement supérieur et à la Recherche Secrétaire d'État au Logement |           | Marc Hansen        | DP    |

### Remaniement du 18 décembre 2015
- Les nouveaux ministres sont indiqués en gras, ceux ayant changé d'attributions en italique.

Maggy Nagel quitte le gouvernement. Xavier Bettel est nommé ministre de la Culture. Marc Hansen est nommé ministre du Logement et ministre délégué à l’Enseignement supérieur et à la Recherche. Guy Arendt est nommé secrétaire d’État à la Culture.
À la suite du remaniement ministériel du 18 décembre 2015, le gouvernement est constitué comme suit.
| Portefeuille | Titulaire | Titulaire                                                                 | Parti |
| --- | --------- | ------------------------------------------------------------------------- | ----- |
| Premier ministre Ministre des Communications et des Médias Ministre des Cultes Ministre de la Culture                       |           | Xavier Bettel                                                             | DP    |
| Vice-Premier ministre Ministre de l'Économie Ministre de la Sécurité intérieure Ministre de la Défense                      |           | Etienne Schneider                                                         | LSAP  |
| Ministre des Affaires étrangères et européennes Ministre de l'Immigration et de l'Asile                                     |           | Jean Asselborn                                                            | LSAP  |
| Ministre de la Justice |           | Félix Braz                                                                | Gréng |
| Ministre du Travail, de l'Emploi et de l'Économie sociale et solidaire                                                      |           | Nicolas Schmit                                                            | LSAP  |
| Ministre de la Sécurité sociale Ministre de la Coopération et de l'Action humanitaire Ministre des Sports                   |           | Romain Schneider                                                          | LSAP  |
| Ministre du Développement durable et des Infrastructures                                                                    |           | François Bausch                                                           | Gréng |
| Ministre de l'Agriculture, de la Viticulture et de la Protection des consommateurs Ministre des Relations avec le Parlement |           | Fernand Etgen                                                             | DP    |
| Ministre des Finances |           | Pierre Gramegna                                                           | DP    |
| Ministre de la Santé Ministre de l'Égalité des chances                                                                      |           | Lydia Mutsch                                                              | LSAP  |
| Ministre de l'Intérieur Ministre de la Fonction publique et de la Réforme administrative                                    |           | Daniel Kersch                                                             | LSAP  |
| Ministre de l'Éducation nationale, de l'Enfance et de la Jeunesse Ministre de l'Enseignement supérieur et de la Recherche   |           | Claude Meisch                                                             | DP    |
| Ministre de la Famille et de l'Intégration Ministre de la Grande Région                                                     |           | Corinne Cahen                                                             | DP    |
| Ministre de l'Environnement                                                                                                 |           | Carole Dieschbourg                                                        | Gréng |
| Ministre du Logement Ministre délégué à l'Enseignement supérieur et à la Recherche                                          |           | Marc Hansen                                                               | DP    |
| Secrétaire d'État au Développement durable et aux Infrastructures                                                           |           | Camille Gira (décès le 16/05/2018) Claude Turmes (à partir du 20/05/2018) | Gréng |
| Secrétaire d'État à l'Économie Secrétaire d'État à la Sécurité intérieure Secrétaire d'État à la Défense                    |           | Francine Closener                                                         | LSAP  |
| Secrétaire d'État à la Culture                                                                                              |           | Guy Arendt                                                                | DP    |